# Essonne
L'Essonne (91) és un departament francès a la regió d'Illa de França. El departament de l'Essonne es creà l'1 de gener de 1968, en aplicació de la llei de 10 de juliol de 1964, a partir de la part sud de l'antic departament de Sena i Oise. El 1969, els municipis de Châteaufort i Toussus-le-Noble s'incorporaren al departament veí d'Yvelines.